# Adalbert Farkas
Adalbert Farkas (* 10. Juni 1906 in Dunaszerdahely, Ungarn; † 8. April 1995) war ein österreichisch-US-amerikanischer Physikochemiker.

## Leben und Tätigkeit
Farkas war ein Sohn von Istvan Farkas und seiner Frau Anna, geb. Patzauer. Sein Bruder war der Biochemiker Ladiszlaus Farkas. Nach dem Schulbesuch studierte er Chemie an der Technischen Hochschule in Wien. 1928 erhielt er einen Abschluss als Diplomingenieur in Wien. Anschließend war er von 1928 bis 1930 als wissenschaftlicher Assistent am Kaiser-Wilhelm-Institut für physikalische Chemie und Elektrochemie in Berlin-Dahlem tätig. 1930 promovierte er an der Universität Frankfurt zum Dr. phil. nat. Von 1930 bis 1933 war er außerplanmäßiger Assistent von Karl Friedrich Bonhoeffer am Institut für Physikalische Chemie der Universität Frankfurt am Main.
Nach dem Machtantritt der Nationalsozialisten im Frühjahr 1933 ging Farkas in die Emigration: Er fand zunächst eine Anstellung am Department of Colloid Sciences der University of Cambridge. 1936 ging er nach Palästina, wo er bis 1941 als Instrukteur für Physikalische Chemie – ein Forschungsgebiet, das er zusammen mit seinem Bruder in Israel erstmals etablierte – an der Hebräischen Universität Jerusalem tätig war. 
Von den Polizeiorganen des NS-Staates wurde Farkas nach seiner Emigration aus Deutschland als Staatsfeind eingestuft: Im Frühjahr 1940 setzte das Reichssicherheitshauptamt in Berlin auf die Sonderfahndungsliste G.B., ein Verzeichnis von Personen, die im Falle einer erfolgreichen deutschen Invasion Großbritanniens durch die Sonderkommandos der SS-Einsatzgruppen mit besonderer Priorität ausfindig gemacht und verhaftet werden sollten.
1941 siedelte er in die Vereinigten Staaten über, wo er von 1941 bis 1946 als Forschungschemiker (Research chemist) für die Union Oil Company in Wilmington bei Los Angeles arbeitete, 1944 wurde er in den USA eingebürgert. Von 1946 bis 1956 war er Forschungsleiter (Research Superintendent) bei der Barret div. Allied Chemicals in Philadelphia, dann Abteilungsleiter bei den Houdry Labs in Marcus Hook (1936–1959) und beigeordneter Direktor für chemische Forschung bei demselben Konzern ab 1960.

## Schriften
- Über die thermische Parawasserstoffumwandlung, Leipzig 1931.
- Orthohydrogen, Parahydrogen and Heavy Hydrogen, Cambridge University Press, Cambridge 1935.
- Experimental Methods in gas Reactions, 1938. (mit Harry Work Melville)

Als Herausgeber:
- L Farkas. Memoirla Volume, 1952.